# Sony Pictures Animation
Sony Pictures Animation je američki filmski studio i dio je Sony Pictures Entertainmenta, osnovan 2002. godine, i uglavnom proizvodi računalno animirane filmove (CGI). Prvi film ovog studija je Sezona lova.

## Filmografija
Ovo je popis dugometražnih animiranih filmova (svi filmovi su sinkronizirani na hrvatski jezik):
- Sezona lova (2006.)
- Divlji valovi (2007.)
- Sezona lova 2 (2008.)
- Oblačno s ćuftama (2009.)
- Sezona lova 3 (2010.)
- Arthur Božić (2011.)
- Hotel Transilvanija (2012.)
- Oblačno s ćuftama 2 (2013.)
- Hotel Transilvanija 2 (2015.)
- Sezona lova: Lud od straha (2015.)
- Film Angry Birds (2016.)
- Štrumpfovi: Skriveno selo (2017.)
- Hotel Transilvanija 3: Praznici počinju! (2018.)
- Spider-Man: Novi svijet (2018.)
- Film Angry Birds 2 (2019.)
- Obitelj Mitchell protiv strojeva (2021.)
- Zmaj iz čajnika (2021.)
- Vivo (2021.)
- Hotel Transilvanija: Transformanija (2022.)
- Spider-Man: Putovanje kroz Spider-svijet (2023.)
- Garfield (2024.)
- K-Pop: Lovci na demone (2025.)
- Cap-cap! (2025.)
- Spider-Man: Izvan Spider-svijeta (2027.)

### Sony Pictures ImageWorks
- Zathura: Svemirska avantura (2005.)
- Kuća monstrum (2006.)
- Štrumpfovi (2011.)
- Štrumpfovi 2 (2013.)
- Petar Zecimir (2018.)
- Petar Zecimir: Skok u avanturu (2021.)
- Lil, Lil, Krokodil (2022.)